# Syd Barrett
Roger Keith (Syd) Barrett (n. 6 ianuarie 1946, Cambridge, Regatul Unit – d. 7 iulie 2006, Cambridgeshire, Regatul Unit) a fost unul dintre membrii fondatori ai grupului Pink Floyd. Deși activitatea sa în muzica rock a durat relativ puțin, el este considerat unul dintre pionierii acesteia și primul artist al genului psihedelic folk. El este cel care a dat numele "Pink Floyd" grupului.

## Discografie

### Albume de studio
- The Madcap Laughs (3 ianuarie 1970)
- Barrett (14 noiembrie 1970)

### Albume live
- The Peel Session (25 ianuarie 1987)
- The Radio One Sessions (29 martie 2004)

### Compilații
- Syd Barrett (14 noiembrie 1974)
- Opel (17 octombrie 1988)
- Octopus: The Best of Syd Barrett (29 mai 1992)
- Crazy Diamond (aprilie 1993)
- The Best of Syd Barrett: Wouldn't You Miss Me? (16 aprilie 2001)
- An Introduction to Syd Barrett (19 octombrie 2010)